# Nationaal park Etelä-Konnevesi
Nationaal park Etelä-Konnevesi (Fins: Etelä-Konneveden kansallispuisto/ Zweeds: Södra Konnevesi nationalpark) (Nederlands (letterlijk): Zuid-Konnevesi) is een nationaal park in Pohjois-Savo en Keski-Suomi in Finland. Het park werd opgericht in 2014 en is 15 vierkante kilometer groot. Het landschap bestaat uit bossen, rotsen, kliffen en eilandjes in het zuidelijke deel van het Konnevesi-meer en op de oostelijke oever ervan. In het park leeft visarend en forel.